# Дорохов, Иван Семёнович
Ива́н Семёнович До́рохов (23 сентября [4 октября] 1762 (по другим данным 14 [25] апреля 1762), Тула — 25 апреля [7 мая] 1815, там же) — генерал-лейтенант русской императорской армии, герой Отечественной войны 1812 года.

## Биография
Иван Дорохов родился 14 апреля 1762 года (по другим данным, 23 сентября 1762) в Туле. Из мелкопоместных дворян. Отец — секунд-майор, участник первой турецкой войны, вышедший в отставку по ранению. После смерти отца остался сиротой.
С 1783 по 1787 гг. воспитывался в Петербургском Артиллерийском и Инженерном кадетском корпусе. Учился в одном классе с будущими графом А. А. Аракчеевым и генералом С. В. Непейцыным.
Произведён 15 октября 1787 в поручики Смоленского пехотного полка, воевал против турок с 1787 по 1791 гг. Отличился под Фокшанами, при Рымнике был ординарцем А. В. Суворова. За участие в этом сражении произведен в капитаны и переведён в Фанагорийский гренадерский полк. В донесении о победе при Рымнике А. В. Суворов особо отметил «поручика Смоленского полка Ивана Дорохова, который по знанию своему при обер-квартермистере особо нужен был», который был «ревностен к службе, проворен и неустрашим».
Участвовал в Мачинской битве. 13 октября 1792 переведен в Черниговский пехотный полк.
В 1794 находился в Варшаве, когда 6 (18) апреля там вспыхнуло восстание. Во главе роты гренадер пробился на соединение с батальоном Киевского гренадерского полка. Посланный затем с ротой и одним орудием против многочисленных мятежников, отразил четыре атаки, и, потеряв убитыми всех канониров, стрелял из пушки сам. Несмотря на две раны, удерживал свою позицию 36 часов, и только узнав об отступлении главных сил, пробился сквозь толпу поляков с оставшимися солдатами, и вышел из Варшавы. Оправившись от ран, действовал на аванпостах вышедшего из Варшавы корпуса и истребил 23 мая при Медведицах отряд польских улан. Участвовал в сражении при Мацеевицах 29 сентября. При штурме Праги в сопровождении только четырёх егерей первым ворвался на неприятельскую батарею. Произведен за этот подвиг в секунд-майоры, выразил желание служить в кавалерии и был переведен 21 апреля 1795 в Воронежский гусарский полк. 9 апреля 1797 переведен в Сумской гусарский полк. 12 сентября 1797 произведен в полковники с назначением в лейб-гвардии Гусарский полк, но вскоре после этого уволен в отставку с переименованием в коллежские советники (1798).
После вступления на престол Александра I 13 марта 1802 снова поступил на службу, 20 мая 1802 был назначен командиром Сумского гусарского полка, а 4 августа 1803 произведен в генерал-майоры с назначением шефом Изюмского гусарского полка. Во главе этого полка участвовал в кампании 1806—1807 годов. Отличился при Чарнове и Пултуске, за последнее сражение получил орден Св. Георгия 3-го класса. Участвовал в сражениях при Прейсиш-Эйлау и Фридланде. В одной из стычек с неприятелем (25 февраля 1807 при деревне Гоф) получил сильную контузию в ногу. После заключения Тильзитского мира изюмские гусары получили георгиевские трубы, а их шеф — орден Св. Владимира 3-й ст.
В самом начале войны 1812 года командовал авангардом 4-го пехотного корпуса 1-й армии, расположенным в Оранах, на полпути от Гродно к Вильне. При отступлении от Немана ему забыли передать приказ об отходе и он был отрезан неприятелем от главных сил. Решившись, по собственной инициативе, идти на соединение со 2-й армией, он девять дней (18—26 июля) маневрировал среди французских колонн, где — сражаясь, где — отступая, и присоединился к князю П. И. Багратиону, потеряв всего 60 человек. С августа начальник кавалерии арьергарда соединённых армий, отличился в бою при Валутиной горе, где был ранен в руку, затем прикрывал отход армий к Бородину.
В день Бородинского сражения находился во 2-м кавалерийском корпусе барона Ф. К. фон Корфа, стоявшем в резерве за 4-м пехотным корпусом А. И. Остермана. Около 9 часов утра, когда атака французов на село Семеновское стала угрожать русской армии потерей позиции, был послан с четырьмя кавалерийскими полками на помощь Багратиону и успешно провёл контратаку на Багратионовых флешах, опрокинув колонны неприятеля. Во второй половине дня участвовал в боях кавалерии за батареей Раевского, где к вечеру удалось остановить продвижение противника. За проявленную отвагу был представлен Кутузовым к ордену Св. Владимира 2-й ст., но император повелел наградить его производством в генерал-лейтенанты (31 октября 1812).

«…Командовал лично в сей знаменитый день своею бригадою легкой кавалерии, атаковал и преследовал неприятельских кирасир… и после того в тот же день много поражал неприятеля»— М. И. Кутузов. Из характеристики И. С. Дорохова в рапорте с представлением списка генералов, отличившихся при Бородине
После оставления Москвы возглавлял кавалерию авангарда (2-й и 3-й резервные кавалерийские корпуса), 6—7 сентября разбил при селе Знаменском 4 полка французской кавалерии.
С 9 сентября Иван Семёнович Дорохов командовал партизанским отрядом (в составе Елисаветградского гусарского, драгунского и трех казачьих полков при двух конных орудиях) и, успешно действуя в районе Можайской дороги, причинил много вреда французам, истребляя их отдельные команды и захватывая обозы. 15 сентября уничтожил целый гвардейский неприятельский отряд полковника Мортье. Главной удачей партизанского отряда Дорохова стало взятие 29 сентября города Вереи, важнейшей точки коммуникаций противника. Дорохов ночью переправился со своим отрядом через Протву и в 4 часа утра подобрался к городу. Расположенная на холме вышиною около 5 саженей, Верея была обнесена неприятелями валом и палисадом; гарнизон её состоял из батальона вестфальских войск. Дорохов тихо, без единого выстрела, подвел свой отряд к укреплению и внезапно атаковал его штыками; русские сняли часовых и ворвались в город, захватив врасплох беспечно спавший гарнизон. После краткого сопротивления противник сдался. Донесение Дорохова Кутузову было кратко: «По предписанию Вашей светлости город Верея взят сего числа штурмом». Кутузов объявил об этом «отличном и храбром подвиге» в приказе по армии. Позднее Дорохов был награждён золотой шпагой, украшенной алмазами, с надписью: «За освобождение Вереи». Первым обнаружил и известил Кутузова о движении французов на Калугу. Поступив затем под команду Д. С. Дохтурова, участвовал в сражении при Малоярославце, где был ранен пулей навылет в ногу, из-за чего был вынужден покинуть армию.

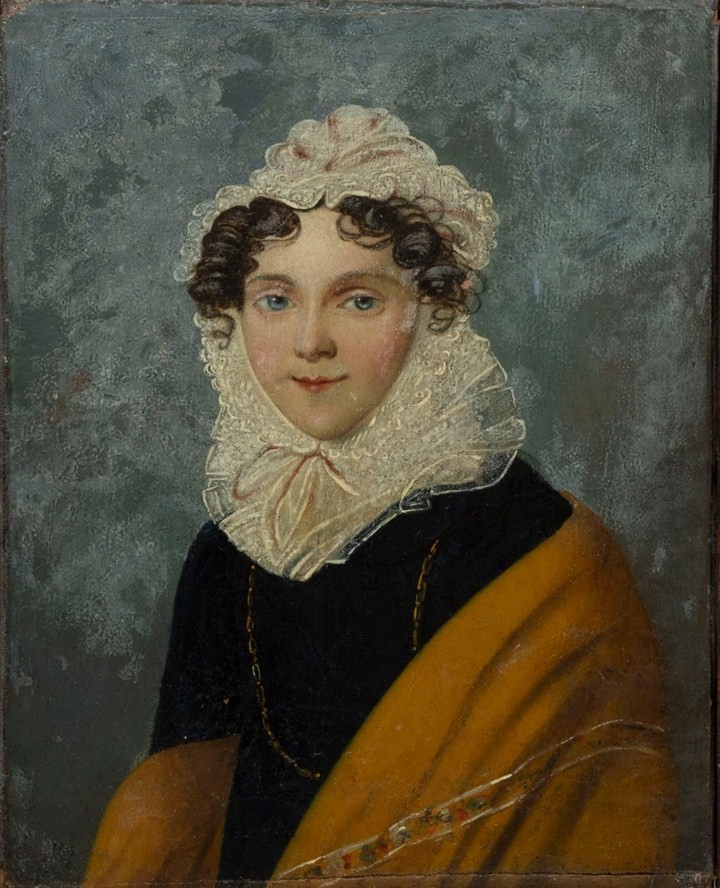
Евдокия Яковлевна

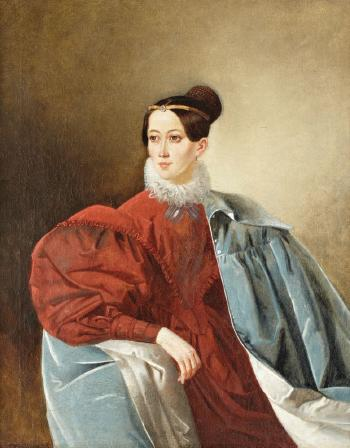
Елизавета Кропоткина

Иван Семёнович Дорохов умер 25 апреля 1815 года в Туле и был похоронен, согласно его предсмертной воле, в освобождённой им от французов Верее, в Рождественском соборе.

## Семья
Был женат дважды и имел детей:
1. жена Анастасия Александровна Шарапова
  - Александра Ивановна (ум. 1875), замужем за Александром Ефремовичем Мухиным (ум. 1861), писателем и отставным штабс-капитаном, сыном известного врача Е. О. Мухина (1766—1850).
2. жена Евдокия Яковлевна Протасова (1781—25.04.1849), дочь Якова Ивановича Протасова, родня Н. М. Карамзину и В. А. Жуковскому. В первом браке была за Алексеем Андреевичем Марковым. Похоронена в Троицко-Ильинском монастыре в Чернигове. Дети:
  - Руфин Иванович (1801—1852), выпускник Пажеского корпуса, участник кавказских войн, друг Пушкина и Лермонтова, известный бретер, прототип Долохова в «Войне и мире»; женат на Марии Александровне Плещеевой (1811—1867), дочери А. А. Плещеева.
  - Елизавета Ивановна (1803—1836), замужем с 10 апреля 1827 года[10] за капитаном князем Дмитрием Петровичем Кропоткиным (1800—1837).
  - Екатерина Ивановна, в первом браке за капитаном Фёдором Герасимовичем Батуриным (1793—1825), во втором — за Михаилом Фёдоровичем Загряжским, известным в Москве карточным игроком, был человек состоятельный, но в старости, проиграв все состояние, оставил семью в нужде.

## Награды
- Крест «За взятие Праги» (1795)
- Орден Святого Георгия 3-го кл. (1807)
- Орден Святого Владимира 3-й ст. (1807)
- Орден Красного Орла (Пруссия, 1807)
- Орден Святой Анны 1-й ст. (1812)
- Золотая шпага с алмазами «За освобождение Вереи» (1812)
- Орден Святого Владимира 2-й ст. (1813)

## Память

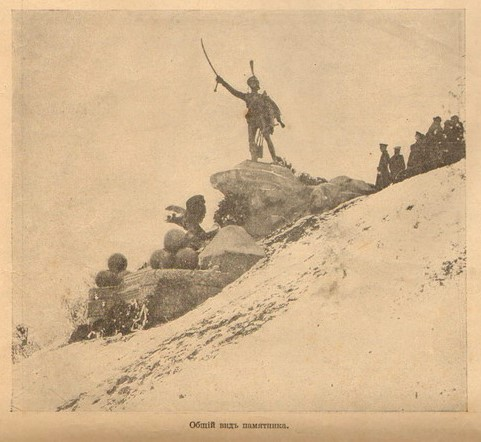
Верея. Открытие памятника И.С.Дорохову в сентябре 1913 г.

Памятник Дорохову в Верее, 2003 г.

В честь И. С. Дорохова назван посёлок Дорохово в Рузском районе Московской области, улицы в Москве и Подольске. Сабля И. С. Дорохова изображена на флаге сельского поселения Дороховское.
В городе Верея, где он похоронен, к столетию Отечественной войны был поставлен памятник. Памятник был торжественно открыт в присутствии членов императорской семьи 29 сентября 1913 года (по старому стилю). Во время гражданской войны, 16 августа 1918 года, склеп «царского генерала» по решению митинга красноармейцев, убывающих на фронт, был вскрыт, разграблен, а потом засыпан. Останки И. С. Дорохова вынесли из подклета и выбросили с высокого откоса над Протвой. Местные жители ночью собрали разбросанные по откосу останки и тайно перезахоронили их. Памятник на валу тогда же, в 1918 году, был обстрелян, а затем снесен. До Великой Отечественной войны на постаменте была установлена голова Карла Маркса, которую разбило в 1941 взрывной волной авиабомбы или снаряда. После освобождения города на искусственной скале, оказавшейся очень прочной, установили небольшую пирамиду со звездой и надписью «В память Отечественной войны 1812 г. Генерал-лейтенанту И. С. Дорохову освободившему г. Верея от французов 11 октября 1812 г.». Вновь памятник И. С. Дорохову установлен по просьбам местных жителей в 1957 году.
В 1999 году при реставрации собора останки прославленного генерала были обнаружены и торжественно заново захоронены в соборе Рождества Христова.
Сын И. С. Дорохова, Руфин Дорохов (1801—1852), служил в учебном карабинерном, Нижегородском драгунском и других полках. Был другом М. Ю. Лермонтова. За участие в дуэлях и буйное поведение Руфина Дорохова неоднократно разжаловали в солдаты. Некоторые черты Руфина Дорохова воспроизведены Л. Н. Толстым в образе Долохова, одного из центральных персонажей романа «Война и мир» (1863—1869).
По результатам голосования москвичей на портале «Активный гражданин» правительством города Москвы  21 января 2020 года принято решение назвать в честь И. С. Дорохова новую автомагистраль проспект Генерала Дорохова в добавление к уже существующей улице Этот строящийся дорожный объект ранее носил рабочее название Южный дублер Кутузовского проспекта.